# Eleição municipal de Feira de Santana em 2024
A eleição municipal da cidade brasileira de Feira de Santana ocorrerá em 6 de outubro de 2024 para eleger um prefeito, um vice-prefeito e 20 vereadores que serão responsáveis pela administração da cidade baiana no mandato a se iniciar em 1° de janeiro de 2025 e com término em 31 de dezembro de 2028. O prefeito titular é Colbert Martins, sem partido, que não pode concorrer à reeleição por estar em seu segundo mandato consecutivo.
No primeiro turno, realizado em 6 de outubro, José Ronaldo, candidato pelo UNIÃO, foi eleito com 165.970 votos (50,32% dos votos válidos) contra 154.147 votos (46,73%) de Zé Neto, candidato pelo PT. Para a Câmara Municipal, Edvaldo Lima, do UNIÃO, foi o vereador mais votado da cidade com 6.430 votos (1,94% dos votos válidos).

## Calendário eleitoral
| Início        | Fim           | Atividades | Status    |
| ------------- | ------------- | --- | --------- |
| 7 de março    | 5 de abril    | Janela partidária para vereadores trocarem de partido visando concorrer às eleições sem perder o mandato. | Realizado |
| 6 de abril    | 6 de abril    | Data-limite para todas as legendas e federações partidárias obterem o registro dos estatutos no TSE e para todos os candidatos terem domicílio eleitoral na circunscrição em que desejam disputar as eleições com a filiação deferida pelo partido. | Realizado |
| 15 de maio    | 15 de maio    | Início da campanha de arrecadação prévia de recursos na modalidade de financiamento coletivo para pré-candidatos, sem realização de pedidos de voto e obedecendo a regras relativas à propaganda eleitoral na Internet.                             | Realizado |
| 20 de julho   | 5 de agosto   | Realização de convenções partidárias para deliberar sobre coligações e escolher candidatos às prefeituras e aos cargos de vereador. Os partidos têm até 15 de agosto para registrar os nomes na Justiça Eleitoral.                                  | Realizado |
| 16 de agosto  | 16 de agosto  | Início das campanhas eleitorais de forma igualitária, podendo qualquer publicidade ou manifestação com pedido explícito de voto antes da data ser considerada irregular e multada.                                                                  | Realizado |
| 30 de agosto  | 3 de outubro  | Veiculação da propaganda eleitoral gratuita no rádio e na televisão. | Realizado |
| 6 de outubro  | 6 de outubro  | Realização do primeiro turno das eleições municipais. | Realizado |
| 11 de outubro | 25 de outubro | Veiculação da propaganda eleitoral gratuita no rádio e na televisão para o segundo turno. | Realizado |
| 27 de outubro | 27 de outubro | Realização de um eventual segundo turno nas cidades com mais de 200 mil eleitores em que o candidato a prefeito mais votado não tenha atingido a metade mais um dos votos válidos.                                                                  | Realizado |

## Candidatos à prefeitura
| Nº | Prefeito  | Prefeito        | Prefeito          | Prefeito                                      | Vice-prefeito | Vice-prefeito | Vice-prefeito   | Vice-prefeito            | Vice-prefeito                                                               | Coligação Partido(s)                                                                                                | Ref.                          |
| Nº | Candidato | Candidato       | Partido Federação | Cargo mais recente                            | Candidato     | Candidato     | Candidato       | Partido Federação        | Cargo mais recente                                                          | Coligação Partido(s)                                                                                                | Ref.                          |
| -- | --------- | --------------- | ----------------- | --------------------------------------------- | ------------- | ------------- | --------------- | ------------------------ | --------------------------------------------------------------------------- | --- | ----------------------------- |
| 13 |           | Zé Neto         | PT FE Brasil      | - Deputado federal pela Bahia (2019–presente) |               |               | Sandro Nazireu  | PODE                     | - Empresário                                                                | Pra Fazer o Futuro Acontecer FE Brasil (PT, PCdoB, PV), Federação PSOL REDE, PSB, MDB, PSD, PODE, PP, Avante e Agir | [ 5 ] [ 6 ] [ 7 ] [ 8 ] [ 9 ] |
| 30 |           | Carlos Medeiros | NOVO              | - Empresário                                  |               |               | Franklin Franco | NOVO                     | - Técnico em Contabilidade, Estatística, Economia Doméstica e Administração | Sem coligação | [ 6 ] [ 10 ] [ 11 ]           |
| 44 |           | José Ronaldo    | UNIÃO             | - Prefeito de Feira de Santana (2001–2008)    |               |               | Pablo Roberto   | PSDB Fed. PSDB Cidadania | - Deputado estadual da Bahia (2023–2024)                                    | O Amor Sempre Vence UNIÃO, Fed. PSDB Cidadania, Republicanos, PDT, PL, PMB, PRD, PRTB, MOBILIZA, DC e Solidariedade | [ 6 ] [ 12 ] [ 13 ]           |

## Resultado
| Candidato a prefeito     | Candidato a prefeito     | Candidato a vice-prefeito | 1.º Turno 6 de outubro de 2024 | 1.º Turno 6 de outubro de 2024 |
| Candidato a prefeito     | Candidato a prefeito     | Candidato a vice-prefeito | Votação                        | Votação                        |
| Candidato a prefeito     | Candidato a prefeito     | Candidato a vice-prefeito | Total                          | %                              |
| ------------------------ | ------------------------ | ------------------------- | ------------------------------ | ------------------------------ |
|                          | José Ronaldo (UNIÃO)     | Pablo Roberto (PSDB)      | 165.970                        | 50,32%                         |
|                          | Zé Neto (PT)             | Sandro Nazireu (PODE)     | 154.147                        | 46,73%                         |
|                          | Carlos Medeiros (NOVO)   | Franklin Franco (NOVO)    | 9.717                          | 2,95%                          |
| → Total de votos válidos | → Total de votos válidos | → Total de votos válidos  | 329.834                        | 92,72%                         |
| → Votos em branco        | → Votos em branco        | → Votos em branco         | 7.824                          | 2,20%                          |
| → Votos nulos            | → Votos nulos            | → Votos nulos             | 18.055                         | 5,08%                          |
| Total                    | Total                    | Total                     | 355.713                        | 83,33%                         |
| Abstenções               | Abstenções               | Abstenções                | 71.174                         | 16,67%                         |
| Total de inscritos       | Total de inscritos       | Total de inscritos        | 426.887                        | 100%                           |
| Fonte: TSE               |                          |                           |                                |                                |